# Scyphoproctus towraiensis
Scyphoproctus towraiensis är en ringmaskart som beskrevs av Conrad Bartling Doyle 1991. Scyphoproctus towraiensis ingår i släktet Scyphoproctus och familjen Capitellidae. Inga underarter finns listade i Catalogue of Life.